# Holzklafter
Holzklafter (insbesondere in der gesprochenen Sprache auch in der Form Klafter Holz) ist ein Volumenmaß für (Brenn-) Holz in Deutschland und der Schweiz mit regional unterschiedlichen Definitionen, wobei unter dem Klafter Holz im heutigen Sprachgebrauch gemeinhin die Menge von etwa 3 Ster bzw. Raummeter (rm) Holz verstanden wird. Im süddeutschen Raum und dem übrigen deutschsprachigen Alpenraum ist der Holzklafter als Maßeinheit vielerorts auch heute noch verbreitet.

## Regional unterschiedliche Definition

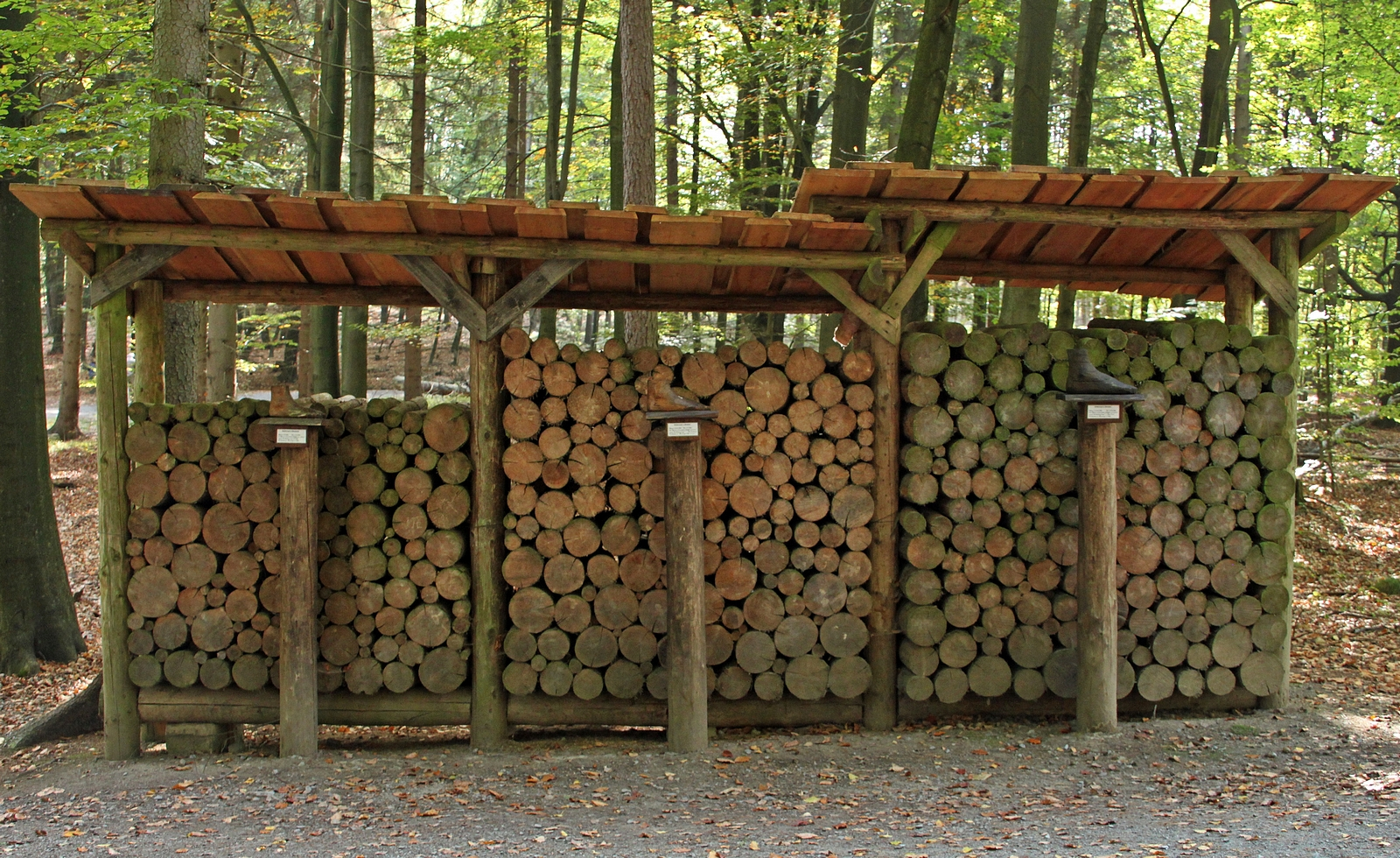
Nachbau regional verschieden großer Klaftermengen. Dargestellt sind das preußische Klafter (rechts mit einer Fußlänge von 0,31385 Meter und einem Volumen von 108 Kubikfuß = 3,3389 Kubikmeter), das sächsische Klaftermaß (Mitte mit einer Fußlänge von 0,2833 Meter und einem Volumen von 108 Kubikfuß = 2,45 Kubikmeter) und das Klaftermaß in Darmstadt (links mit einer Fußlänge von 0,25 Meter und einem Volumen von 100 Kubikfuß = 1,5625 Kubikmeter).

Die Länge und Höhe der Holzstapel war fast überall einheitlich mit je 6 Fuß definiert. Der Fuß war immer der regional geltende. Aber die Scheitlänge, auch mit Klobenlänge bezeichnet, bestimmte den Unterschied des Nettoholzvolumens.
In Trier wurde die Holzklafter dem Waldklafter gleichgesetzt. Das Königreich Bayern definierte die Holzklafter am 25. Oktober 1811 in einer Verordnung und bestimmte neben Größe auch die Teilung in Halbe, Viertel und Achtel. Das Aufmaß als Schwindmaß vor Ort (Wald) wurde mit 3 bis 4 Zoll bestimmt.
Eine andere Klafter war die Hüttenklafter. Diese hatte in ihren drei Ausdehnungen vorwiegend 6 Fuß. Die Hüttenklafter war ein Maß für die Holzmenge zur Holzkohlenproduktion. Die Bedeutung des Maßes war eng mit dem Hüttenwesen zu sehen.

## Umrechnung von regionalen Holzklaftern zu Kubikmetern
- Aargau (Kanton), Schweiz: 1 Holzklafter = 6 Fuß mal 6 Fuß mal 3 ½ Fuß oder 4 Fuß Scheitlänge = 3,584 Kubikmeter bzw. 4,548 Kubikmeter[3]
- Baden (Großherzogtum): 1 Holzklafter = 6 Fuß mal 6 Fuß mal 4 Fuß Scheitlänge[3] = 3 8/9 Kubikmeter = 3,889 Kubikmeter
- Bayern: 1 Holzklafter = 6 Fuß mal 6 Fuß mal 3 ½ Fuß Scheitlänge[3] = 3,1324975[4] Kubikmeter
- Danzig, Westpreußen: 1 Holzklafter = 6 Fuß mal 6 Fuß mal 2 bis 3 Fuß Scheitlänge[3] = 1,71 Kubikmeter bzw. 2,566 Kubikmeter
- Erfurt, preuß. Sachsen: 1 Holzklafter = 3 1/5 Kubikmeter = 3,2 Kubikmeter
- Fulda, Kurhessen: 1 Holzklafter = 6 Fuß mal 6 Fuß mal 4 Fuß Scheitlänge = 3,33 Kubikmeter
- Halle, Preußen: 1 Holzklafter = 5 ½ Fuß mal 5 ½ Fuß mal 3 ⅔ Fuß Scheitlänge = 3,4 Kubikmeter
- Koblenz, Rheinpreußen: 1 Holzklafter = 4 18/25 Kubikmeter = 4,72 Kubikmeter
- Magdeburg, preuß. Sachsen: 1 Holzklafter = 6 Fuß mal 6 Fuß mal 4 Fuß Scheitlänge = 4,45 Kubikmeter
- Preußen: 1 Holzklafter = 6 Fuß mal 6 Fuß mal 3 Fuß Scheitlänge[3] = 3,34 Kubikmeter
- Solothurn: 1 Holzklafter = 6 Fuß mal 6 Fuß mal 4 Fuß Scheitlänge = 4,275 Kubikmeter